# Brentwood and Ongar (circonscription britannique)
Circonscription parlementaire de la Chambre des communes
La circonscription de Brentwood et Ongar est une circonscription électorale anglaise située dans l'Essex, et représentée à la Chambre des communes du Parlement britannique depuis 1992 par Eric Pickles du Parti conservateur.

## Géographie
La circonscription comprend:
- Les villes de Chipping Ongar, Hutton et Brentwood

## Députés
Les Members of Parliament (MPs) de la circonscription sont:
| Législature                             | Années        | Député        | Député           | Parti        |
| --------------------------------------- | ------------- | ------------- | ---------------- | ------------ |
| Brentwood and Ongar issue de Billericay |               |               |                  |              |
| 46e                                     | 1974–1974     |               | Robert McCrindle | Conservateur |
| 47e                                     | 1974–1979     |               | Robert McCrindle | Conservateur |
| 48e                                     | 1979–1983     |               | Robert McCrindle | Conservateur |
| 49e                                     | 1983–1987     |               | Robert McCrindle | Conservateur |
| 50e                                     | 1987–1992     |               | Robert McCrindle | Conservateur |
| 51e                                     | 1992–1997     | Eric Pickles  |                  | Conservateur |
| 52e                                     | 1997–2001     | Eric Pickles  |                  | Conservateur |
| 53e                                     | 2001–2005     | Eric Pickles  |                  | Conservateur |
| 54e                                     | 2005–2010     | Eric Pickles  |                  | Conservateur |
| 55e                                     | 2010–2015     | Eric Pickles  |                  | Conservateur |
| 56e                                     | 2015–2017     | Eric Pickles  |                  | Conservateur |
| 57e                                     | 2017–2019     | Alex Burghart |                  | Conservateur |
| 58e                                     | 2019–2024     | Alex Burghart |                  | Conservateur |
| 59e                                     | 2024–en cours | Alex Burghart |                  | Conservateur |

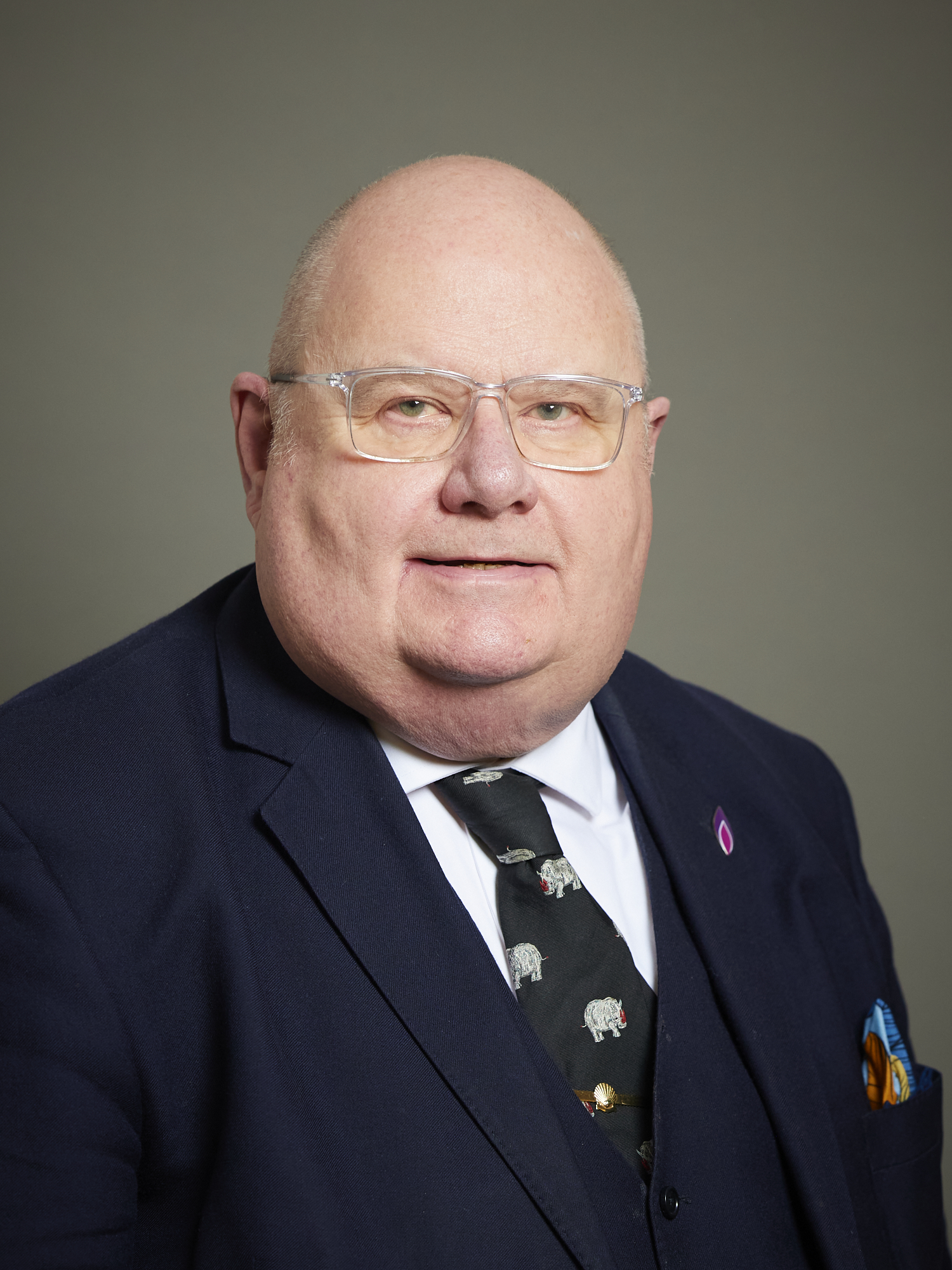
Eric Pickles (1992-2017)
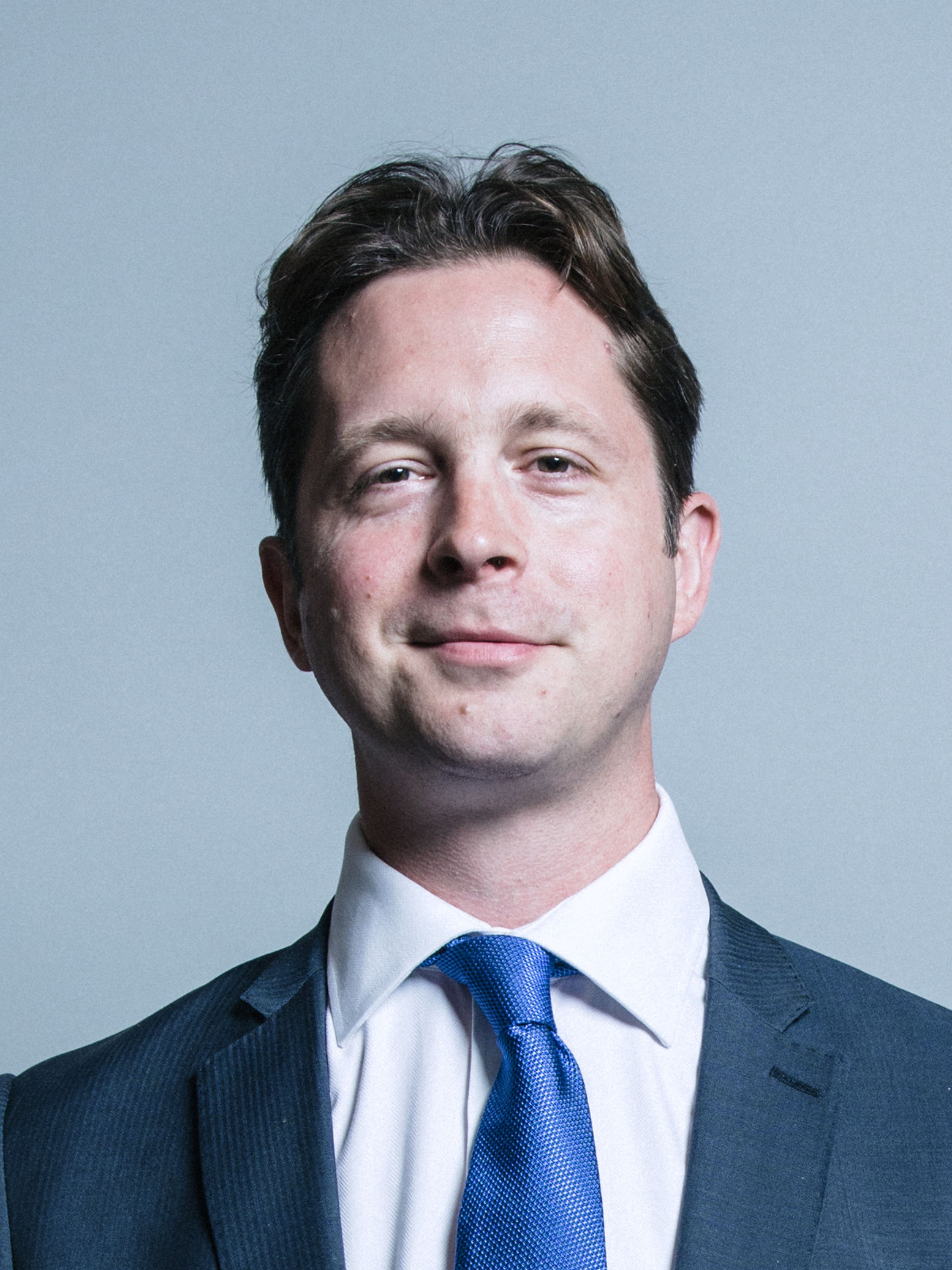
Alex Burghart (2017-Présent)